# Бобраков, Алексей Евгеньевич
Алексей Евгеньевич Бобраков (род. 16 февраля 1981 года) — российский государственный и политический деятель, депутат Государственной думы Российской федерации шестого созыва, член фракции «Единая Россия» (2011—2014). Министр имущества и природных ресурсов Челябинской области (с 2015 года).

## Биография
Родился в Магнитогорске.
В 2003 году окончил Магнитогорский государственный технический университет имени Г. И. Носова по специальности «Технология машиностроения».
С 2003 по 2011 год работал на Магнитогорском металлургическом комбинате слесарем-ремонтником, укладчиком-упаковщиком, резчиком металла, оператором поста управления, специалистом по кадрам. В январе 2009 года избран заместителем председателя, а в 2011 году — председателем «Союза молодых металлургов».
В декабре 2011 года стал депутатом Государственной Думы шестого созыва по федеральным спискам «Единой России». Был членом комитета Госдумы по природным ресурсам, природопользованию и экологии.
16 января 2014 года добровольно сложил полномочия депутата Государственной Думы. 22 января 2014 года назначен на должность министра промышленности и природных ресурсов Челябинской области. С 1 января 2015 года — министр имущества и природных ресурсов Челябинской области.
С августа по ноябрь 2019 года - министр имущества Челябинской области.
С 2 декабря 2019 года - начальник ОГУП «Областной центр технической инвентаризации по Челябинской области».